# Coelorinchus charius
Coelorinchus charius is een straalvinnige vissensoort uit de familie van rattenstaarten (Macrouridae). De wetenschappelijke naam van de soort is voor het eerst geldig gepubliceerd in 1999 door Iwamoto & Williams.